# Rifugio ai Caduti dell'Adamello
Il rifugio "Ai Caduti dell'Adamello" si trova a 3040 m s.l.m a breve distanza dal Passo della Lobbia Alta, sul versante sudovest della Lobbia Alta, nel gruppo dell'Adamello, nel territorio del comune di Spiazzo (TN), in val Rendena.

## Storia
Il rifugio è stato inaugurato nel 2005 dopo una profonda ristrutturazione del vecchio edificio, il quale - aperto nel 1929 riadattando la casermetta "Giordana" - era ormai in condizioni precarie a causa delle lesioni e dei cedimenti originati dal rapido abbassarsi del ghiacciaio alla sua base.
Il consolidamento-rinnovamento è stato realizzato grazie alla Fondazione ai Caduti dell'Adamello - ONLUS, che è anche proprietaria del rifugio, di cui fanno parte la Provincia autonoma di Trento, la Provincia di Brescia il comprensorio della Valcamonica, i comuni della Val Rendena, il CAI di Brescia, l'ANA ed il Parco naturale Adamello Brenta.

## Caratteristiche ed informazioni
Può ospitare 120 persone. È normalmente aperto e custodito dal 20 giugno al 20 settembre e nel periodo primaverile, per lo scialpinismo. Dispone di locale invernale sempre aperto.
È base ideale per l'accesso alle cime che circondano la "vedretta del Mandrone" e quella della Lobbia.
Presso il rifugio è attivo dal 2011 un innovativo impianto che sfrutta l'energia solare per produrre idrogeno, che viene immagazzinato allo stato gassoso e che poi "restituisce" l'energia al rifugio a seconda dei suoi bisogni.

## Accessi

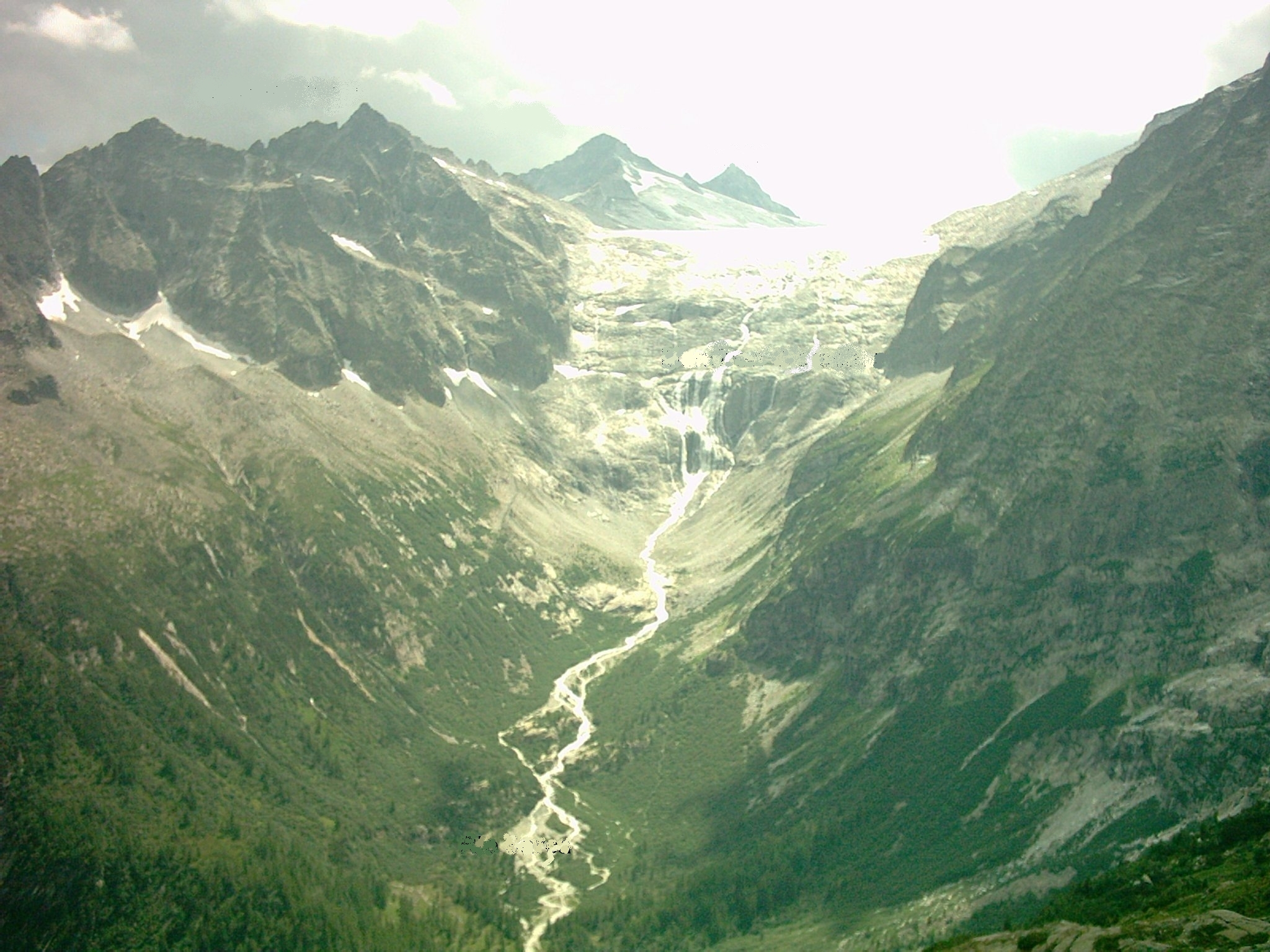
La conca del Matarot

- Dalla val Genova, piana di Bedole (1584 m) per il rifugio Mandrone (2449 m): si raggiunge su sentiero il ghiacciaio del Mandrone, lo si attraversa in diagonale e con una ripida e ampia svolta a sinistra si sale al passo della Lobbia Alta (ore 3; percorso alpinistico su ghiacciaio; F).
- Direttamente per la conca del Matarot: dalla piana di Bedole si prosegue verso la testata della valle; si risale la conca del Matarot seguendo il percorso segnalato (attrezzato nella parte più ripida) a destra (sinistra orografica) della cascata e della lingua terminale della vedretta della Lobbia; piegando a destra si raggiunge il passo della Lobbia Alta e quindi il rifugio (ore 4,30; percorso alpinistico; F+).

## Ascensioni principali
- Monte Adamello (3539 m): per la Vedretta del Mandrone e il Pian di Neve (ore 3,15; percorso alpinistico su ghiacciaio; F).
- Monte Fumo (3409 m): per la Vedretta del Mandrone e il Pian di Neve (ore 2,15; percorso alpinistico su ghiacciaio; F).
- Cresta Croce (3315 m): per la Vedretta del Mandrone. Circa 200 m a sud della cima, a 3276 m, si trova il cannone dell'Adamello. (ore 1,30; percorso alpinistico su ghiacciaio; F).
- Crozzon di Lares (3315 m): per la Vedretta della Lobbia (ore 2,30; percorso alpinistico su ghiacciaio; F+).
- Corno di Cavento (3315 m): per la Vedretta della Lobbia, il Passo di Cavento (3191 m) e la Vedretta di Lares (ore 3,30; percorso alpinistico su ghiacciaio; F+).

## Traversate
- Al rifugio Garibaldi (2550 m) al lago del Venercolo, per la Vedretta del Mandrone e il Passo Brizio (3149 m); subito a nord del passo si trova il bivacco Zanon-Morelli (ore 4; percorso alpinistico su ghiacciaio, nella discesa dal Passo Brizio un tratto attrezzato e pericolo di caduta sassi; F+).
- Al rifugio Carè Alto (2459 m): attraverso la Vedretta della Lobbia e il Passo di Cavento (3191 m); sul passo si trova il bivacco Laeng (ore 6; percorso alpinistico su ghiacciaio, tratti attrezzati nell'attraversamento del Passo di Cavento; F+).
- Al rifugio val di Fumo (1997 m): attraverso la Vedretta della Lobbia e il grande pianoro del Passo di Val di Fumo (3020 m circa) (ore 4,30; percorso alpinistico su ghiacciaio, poco frequentato e poco segnalato F, EE).
- Al rifugio Prudenzini (2235 m): per la Vedretta del Mandrone, il Pian di Neve e il Passo di Salarno (3168 m); sul lato occidentale del passo si trova il bivacco Giannantonj (ore 4,30; percorso alpinistico su ghiacciaio; F).

## Scialpinismo
- Monte Adamello: per l'itinerario estivo (ore 3,15; PD).
- Monte Fumo (3409 m): per l'itinerario estivo (ore 2,30; piccozza e ramponi; PD+).
- Discesa del Pisgana: attraverso il Passo della Valletta (3191 m) o il Passo Venezia (3226 m) con discesa lungo la Vedretta di Pisgana a Sozzine, Ponte di Legno (ore 1,30; PD S3).
- Crozzon di Lares (3315 m): per la Vedretta della Lobbia e il versante ovest (ore 2,30; piccozza e ramponi; AD+).
- Corno di Cavento (3315 m): per la Vedretta della Lobbia, il Passo di Cavento (3191 m) e la Vedretta di Lares (ore 3,30; PD).

## La Grande Guerra e il cannone dell'Adamello
Durante la prima guerra mondiale il gruppo dell'Adamello fu terreno di importanti operazioni belliche. Il confine tra Regno d'Italia (a ovest, Valcamonica, Lombardia) e l'Impero austro-ungarico (a est, valli Giudicarie e Rendena, Trentino), attraversava il gruppo dal Passo del Tonale al Castellaccio, M. Mandrone, Passo della Lobbia Alta, Cresta Croce, M. Fumo.
Nella primavera del 1916 gli italiani erano attestati al rifugio Garibaldi e gli austriaci presidiavano la dorsale del M. Fumo - Lobbia Alta e la dorsale Corno di Cavento - Crozzon di Folgorida, con importanti basi logistiche al rifugio Mandrone e al rifugio Carè Alto.
Il 12 aprile 1916, al comando del colonnello Giordana, con il capitano Nino Calvi e il tenente Attilio Calvi, gli alpini conquistarono tutta la cresta M.  Fumo - Lobbia Alta, tranne il M. Fumo stesso e il Passo della Lobbia Alta, che furono occupati il 17 aprile. Nelle settimane seguenti, appoggiati anche dal cannone di artiglieria che nel frattempo era stato installato al Passo del Venerocolo, gli alpini presero anche la dorsale Crozzon di Folgorida - Passo di Cavento.
Il trasporto del cannone 149G (149 mm è il calibro, G significa ghisa) fu un'impresa ciclopica, che iniziò il 9 febbraio 1916 alla stazione ferroviaria di Edolo (BS), in alta Valcamonica. Il primo giorno il cannone fu trainato da cavalli fino a Temù e Malga Caldea (1584 m) in Val d'Avio; in seguito, smontato e caricato su appositi slittoni, fu trascinato dagli alpini che lo soprannominarono "ippopotamo". Il peso in assetto di tiro era di 6 tonnellate, la canna pesava più di 3 tonnellate. Per evitare il ribaltamento, il traino doveva avvenire lungo la linea di massima pendenza, inoltre solo di notte o quando condizioni meteorologiche cattive impedivano la visibilità agli aerei del nemico; di giorno le slitte venivano coperte di neve e le loro tracce cancellate. Il trasporto fu anche più volte interrotto e si ebbero vittime tra i soldati a causa delle valanghe. Una di queste investì il cannone trascinandolo per molti metri a valle e occorsero giorni di lavoro per liberarlo. Il 17 aprile si raggiunse il rifugio Garibaldi (2550 m) e il 27 aprile il Passo del Venerocolo (3136 m), dopo aver superato 1552 m di dislivello in 78 giorni. Dal passo entrò subito in funzione appoggiando gli attacchi alla dorsale Folgorida - Passo di Cavento.

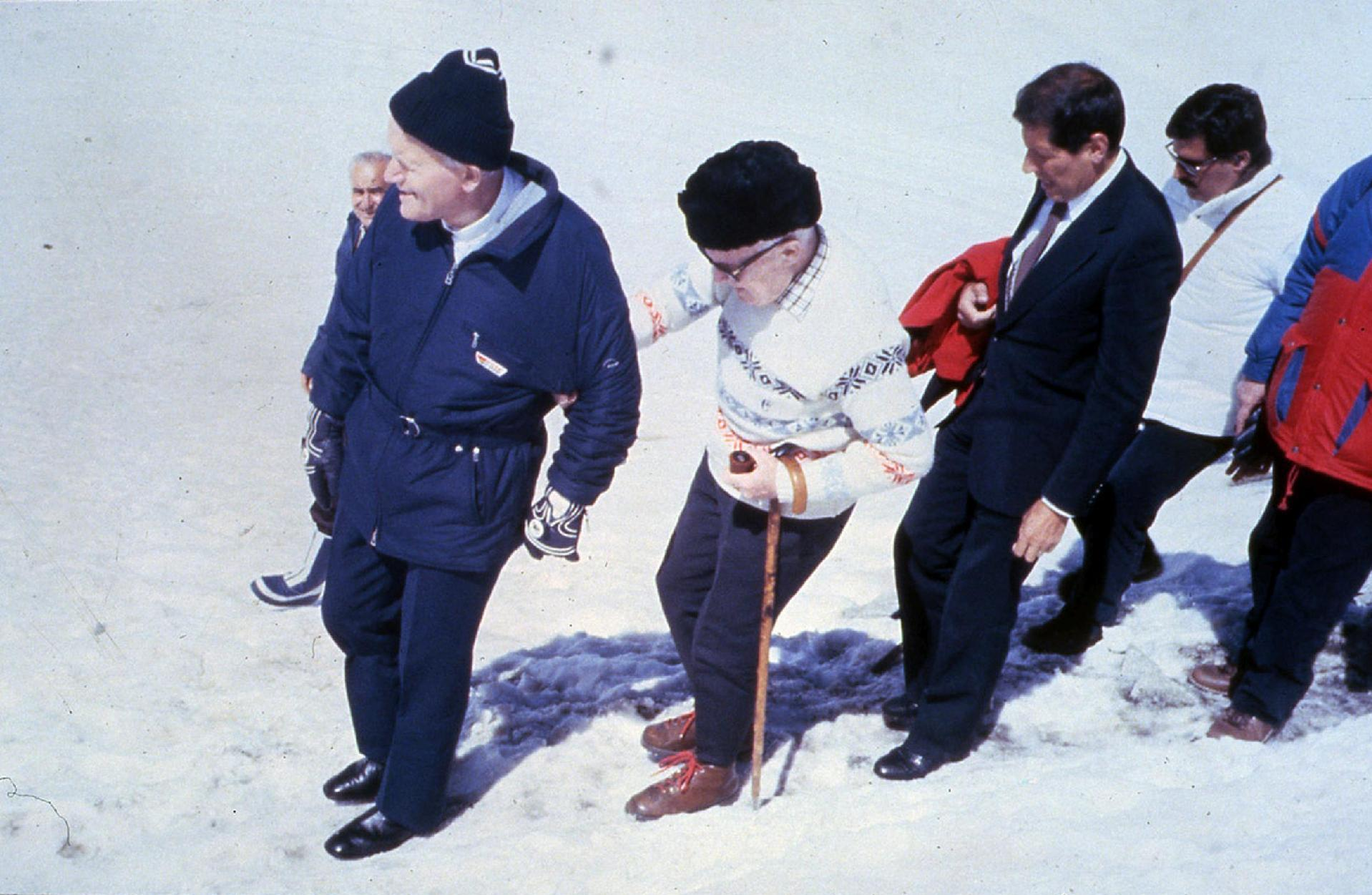
Papa Giovanni Paolo II e Sandro Pertini sulla vedretta del Mandrone(1984)

Il 6 giugno 1917 in una sola notte duecento uomini, attraversata la Vedretta del Mandrone, lo issarono sulla selletta di Cresta Croce a 3315 m da dove contribuì alla conquista del Corno di Cavento il 15 giugno successivo e dove ancora oggi si trova.
Il cannone dell'Adamello è monumento nazionale.

## Le visite del Papa
Il rifugio ospitò due volte papa Giovanni Paolo II, appassionato di montagna e di sci: nel 1984 e nel 1988. La prima volta il papa si incontrò qui con l'allora presidente della Repubblica Sandro Pertini.